# Le Lion maudit
Le Lion maudit est un tableau réalisé en 1895 par le peintre français Jean-Léon Gérôme. Cette peinture à l'huile sur toile, de format de 81 × 65 cm, représente un lion mort chassé après avoir tué un homme. Elle fait partie d’une collection particulière.

## Description
Un lion mort gît près d’une fontaine sur le sol d’un patio d’une résidence de type mauresque. Du sang coule de la gueule du lion. Debout, à côté de lui, se trouve un homme âgé qui se tient appuyé sur un bâton et qui pointe l’animal de son point fermé. Trois hommes dont un soldat se tiennent respectueusement derrière lui.
À l’arrière-plan, sous l’arcade, on discerne une bougie et le corps d’un homme tué par l’animal exécuté.
La signature de l’artiste se trouve en bas à gauche au pied du pilier.

## Galerie
Le lion est l’un des sujets préférés de l’artiste qui a réalisé de nombreuses toiles sur ce thème, allant même jusqu’à en posséder un vrai.
Cette scène peut être rapprochée du deuil que l'artiste doit affronter car il perd son seul fils en 1891.

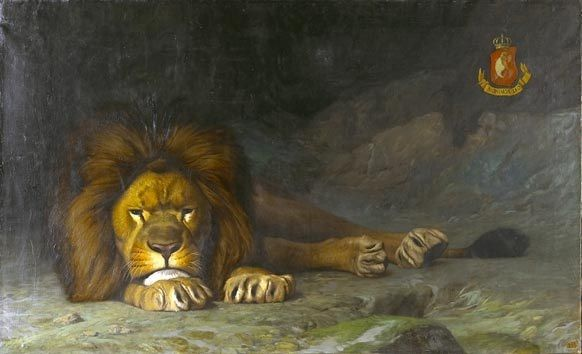
Nominor Leo.
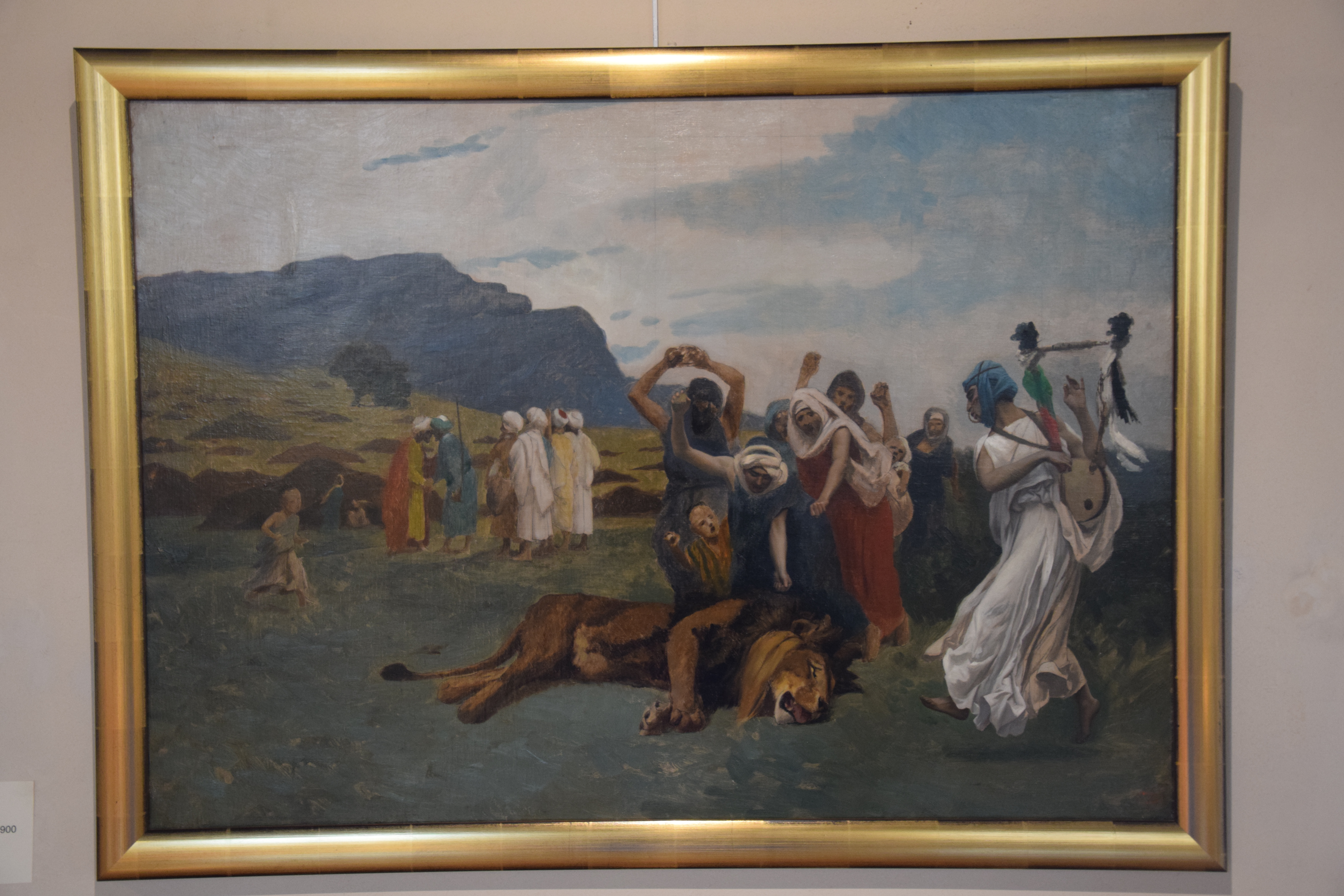
La Chasse au lion.
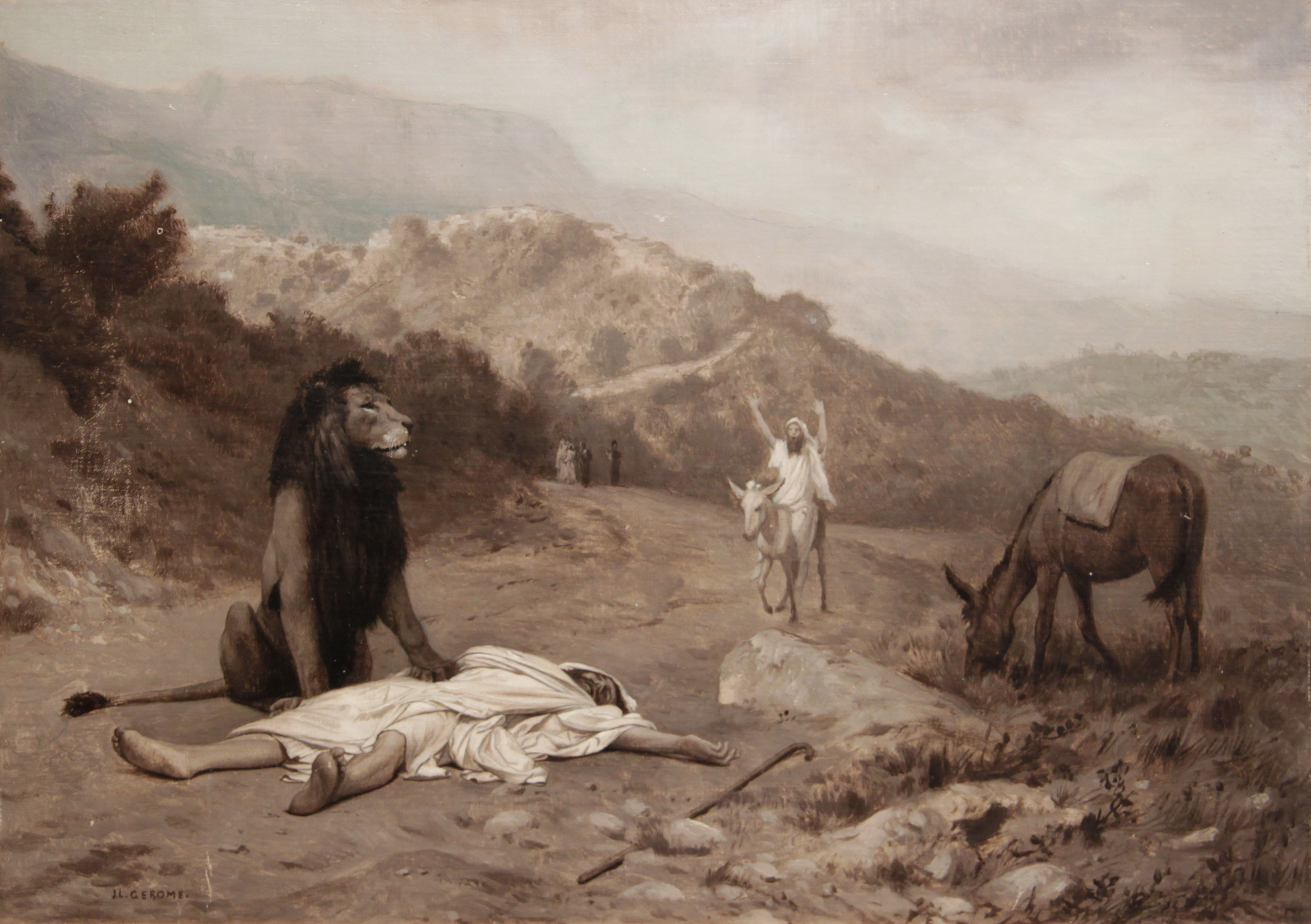
Le Prophète désobéissant.